# تریوخرچیه
تریوخرچیه (به لاتین: Tryokhrechye) یک منطقهٔ مسکونی در روسیه است که در استان آمور واقع شده‌است.